# NGC 7125
NGC 7125 este o galaxie situată în constelația Indianul. A fost descoperită în 22 iulie 1835 de către John Herschel. Se află la o distanță de 45,5 de megaparseci de Pământ.